# Hangenbieten
Hangenbieten es una localidad y comuna francesa situada en el departamento de Bajo Rin, en la región de Alsacia, antiguamente llamada "Hangebietenheim". Tiene una población de 1.299 habitantes (según censo de 1999) y una densidad de 316 h/km². Se extiende por una área de superficie de 4,1 km².

## Demografía
| 790 | 859 | 949 | 1000 | 1149 | 1299 |
| Para los censos de 1962 a 1999 la población legal corresponde a la población sin duplicidades (Fuente: INSEE [Consultar]) |     |     |      |      |      |